# Annette O'Toole
Annette O'Toole, pseudonimo di Annette Toole (Houston, 1º aprile 1952), è un'attrice e ballerina statunitense.

## Biografia
Nata a Houston come Annette Toole da Dorothy Geraldine Niland e William West Toole Junior, sua madre insegnava danza, che anche lei ha cominciato a praticare all'età di tre anni; inizia a prendere lezioni di recitazione a 13 anni, quando la sua famiglia si trasferisce a Los Angeles. A 15 anni ottiene una piccola parte nella serie This Is the Life. Seguono, fino al 1977, diverse apparizioni in numerosi telefilm. Il suo primo ruolo nel cinema è quello nel film Smile (1975). Compare poi in altre pellicole come Foolin' Around (1980), Stand By Your Man (1981), 48 ore (1982), Il bacio della pantera (1982). Nel 1983 interpreta Lana Lang in Superman III. Nel 1985 recita al fianco di Barry Manilow nel film TV della CBS Copacabana e in Un ponte per Terabithia. Nella commedia romantica Prendi il mio cuore (1987) ha il ruolo da protagonista.

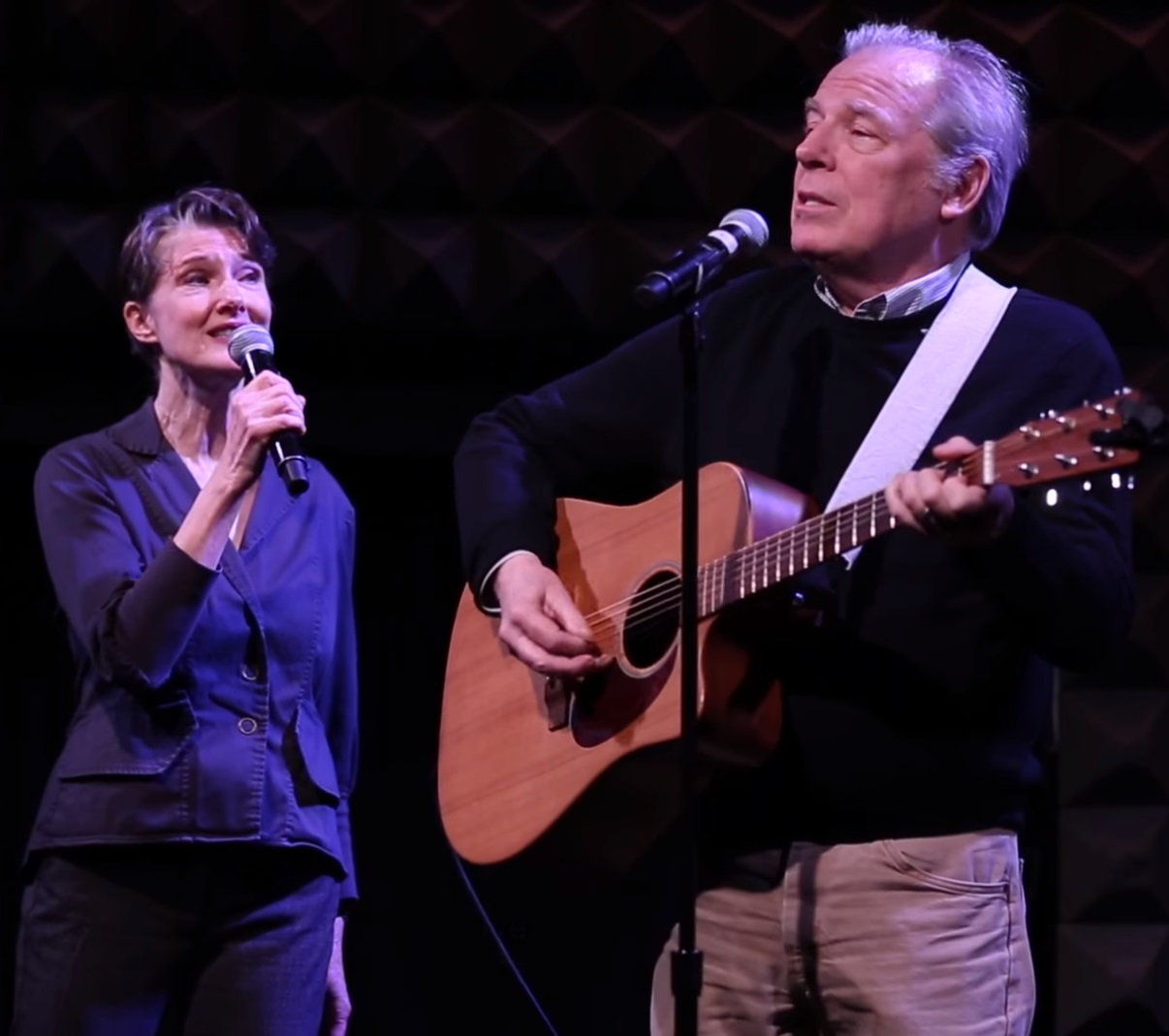
Annette O'Toole insieme al marito Michael McKean durante una performance musicale nel 2016.

Nel 1990 recita in due miniserie della ABC: It, tratta dal romanzo di Stephen King, e The Kennedys, nella quale interpreta Rose Kennedy. Per quest'ultimo ruolo ottiene un Primetime Emmy Award. Nel 1993 è Ellen Wells in Desperate Justice; nel 1996 ha un ruolo ricorrente in Nash Bridges e nel 2000 è la protagonista della serie televisiva The Huntress. A ottobre 2001 torna nell'universo di Superman interpretando Martha Kent, madre adottiva di Clark Kent, nella serie televisiva Smallville, dove rimane come personaggio del cast principale fino alla sesta stagione. A novembre 2010 è Veronica, una donna di mezza età affetta da Alzheimer, nella terza stagione di Lie to Me. Nel 2019 interpreta il ruolo di Hope McCrea, sindaca della piccola cittadina Virgin River, nel nord della California, in cui è ambientata l'omonima serie televisiva.

### Vita privata
Nel 1983 O'Toole sposa l'attore Bill Geisslinger, dal quale ha due figlie. La coppia divorzia nel 1993 e sei anni dopo l'attrice si risposa con l'attore Michael McKean.

## Filmografia

### Cinema
- Il piccolo grande uomo (Little Big Man), regia di Arthur Penn (1970)
- Smile, regia di Michael Ritchie (1975)
- Domani vinco anch'io (One on One), regia di Lamont Johnson (1977)
- Il re degli zingari (King of the Gypsies), regia di Frank Pierson (1978)
- Foolin' Around, regia di Richard T. Heffron (1980)
- Il bacio della pantera (Cat People), regia di Paul Schrader (1982)
- 48 ore (48 Hrs.), regia di Walter Hill (1982)
- Superman III, regia di Richard Lester (1983) - Lana Lang
- Prendi il mio cuore (Cross My Heart), regia di Armyan Bernstein (1987)
- Un amore passeggero (Love at Large), regia di Alan Rudolph (1990)
- Andre, regia di George Miller (1994)
- On Hope, regia di JoBeth Williams (1994)
- Crimini immaginari (Imaginary Crimes), regia di Anthony Drazan (1994)
- Per una sola estate (Here on Earth), regia di Mark Piznarski (2000)
- Temptation, regia di Kim Caviness (2003)
- Falling Up, regia di David M. Rosenthal (2009)
- A Futile and Stupid Gesture, regia di David Wain (2018)
- Buttiamo giù l'uomo (Blow the Man Down), regia di Bridget Savage Cole e Danielle Krudy (2019)

### Televisione
- This Is the Life - serie TV, 1 episodio (1967)
- Io e i miei tre figli (My Three Sons) - serie TV, episodio 8x17 (1967)
- Dan August - serie TV, 1 episodio (1970)
- Il virginiano (The Virginian) - serie TV, episodio 9x05 (1970)
- Storie del vecchio west (Gunsmoke) - serie TV, episodio 6x11 (1970)
- Mod Squad, i ragazzi di Greer (The Mod Squad) - serie TV, episodio 3x16 (1971)
- La famiglia Partridge (The Partridge Family) - serie TV, 1 episodio (1971)
- Hawaii Squadra Cinque Zero (Hawaii Five-O) - serie TV, episodio 4x06 (1971)
- Bright Promise - serie TV, 1 episodio (1972)
- Search - serie TV, 1 episodio (1973)
- The Girl Most Likely to..., regia di Lee Philips - film TV (1973)
- A tutte le auto della polizia (The Rookies) - serie TV, 2 episodi (1973)
- F.B.I. (The F.B.I.) - serie TV, episodio 9x20 (1974)
- Dirty Sally - serie TV, 1 episodio (1974)
- Pepper Anderson - Agente speciale (Police Woman) - serie TV, episodio 1x13 (1974)
- S.W.A.T. - serie TV, 1 episodio (1975)
- Petrocelli - serie TV, 1 episodio (1975)
- Il grande Jack (The Entertainer), regia di Donald Wrye - film TV (1976)
- Serpico - serie TV, 1 episodio (1976)
- Barnaby Jones - serie TV, 1 episodio (1976)
- Guerra in famiglia (The War Between the Tates), regia di Lee Philips - film TV (1977)
- What Really Happened to the Class of '65? - serie TV, 1 episodio (1977)
- L'impareggiabile giudice Franklin (The Tony Randall Show) - serie TV, 2 episodi (1977-1978)
- Visions - serie TV, 1 episodio (1979)
- Love for Rent, regia di David Miller - film TV (1979)
- Vanities, regia di Gary Halvorson - film TV (1981)
- Stand by Your Man, regia di Jerry Jameson - film TV (1981)
- La mia compagna di classe (The Best Legs in Eighth Grade), regia di Tom Patchett - film TV (1984)
- Un ponte per Terabithia (Bridge to Terabithia), regia di Eric Till - film TV (1985)
- Alfred Hitchcock presenta (Alfred Hitchcock Presents) - serie TV, episodio 1x01 (1985)
- Copacabana, regia di Waris Hussein - film TV (1985)
- Medicina amara (Strong Medicine), regia di Guy Green - miniserie TV (1986)
- Broken Vows, regia di Jud Taylor - film TV (1987)
- La vera storia di Oliver North (Guts and Glory: The Rise and Fall of Oliver North), regia di Mike Robe - film TV (1989)
- A Girl of the Limberlost, regia di Burt Brinckerhoff - film TV (1990)
- I Kennedy (The Kennedys of Massachusetts), regia di Lamont Johnson - miniserie TV (1990)
- It (Stephen King's It), regia di Tommy Lee Wallace - miniserie TV (1990)
- Il sognatore di Oz (The Dreamer of Oz), regia di Jack Bender - film TV (1990)
- The General Motors Playwrights Theater - serie TV, 1 episodio (1991)
- Una verità nascosta (White Lie), regia di Bill Condon - film TV (1991)
- Gioielli (Jewels), regia di Roger Young - miniserie TV (1992)
- In compagnia dell'assassino (Kiss of a Killer), regia di Larry Elikann - film TV (1993)
- Love Matters, regia di Eb Lottimer - film TV (1993)
- La giustizia di una madre (A Mother's Revenge), regia di Armand Mastroianni - film TV (1993)
- Colomba solitaria (Lonesome Dove: The Series) - serie TV, 1 episodio (1995)
- Cura d'amore (My Brother's Keeper), regia di Glenn Jordan - film TV (1995)
- Oltre i limiti (The Outer Limits) - serie TV, episodio 1x11 (1995)
- Dream On - serie TV, episodio 6x02 (1995)
- Dead by Sunset, regia di Karen Arthur - miniserie TV (1995)
- The Christmas Box, regia di Marcus Cole - film TV (1995)
- Un mondo più giusto (The Man Next Door), regia di Lamont Johnson – film TV (1996)
- Nash Bridges - serie TV, 33 episodi (1996-1998)
- Keeping the Promise, regia di Sheldon Larry - film TV (1997)
- Incubo ad alta quota (Final Descent), regia di Mike Robe - film TV (1997)
- Giustizia personale (Final Justice), regia di Tommy Lee Wallace - film TV (1998)
- Crescere, che fatica! (Boy Meets World) - serie TV, 1 episodio (1999)
- Law & Order - I due volti della giustizia (Law & Order) - serie TV, episodio 10x18 (2000)
- The Huntress - serie TV, 29 episodi (2000-2001)
- Smallville - serie TV, 136 episodi (2001-2011)
- Aquaman - serie TV, 1 episodio (2007)
- Lie to Me - serie TV, episodio 3x07 (2010)
- Private Practice - serie TV, 1 episodio (2011)
- The Finder - serie TV, 1 episodio (2012)
- Grey's Anatomy – serie TV, episodio 9x18 (2013)
- Halt and Catch Fire – serie TV (2014-2015)
- 22.11.63 - miniserie TV, 1 episodio (2016)
- The Punisher – serie TV, 4 episodi (2019)
- Virgin River – serie TV (2019-in corso)
- The Good Doctor – serie TV, episodio 3x13 (2020)
- Kidding - Il fantastico mondo di Mr. Pickles (Kidding) - serie TV, 1 episodio (2020)

## Doppiatrici italiane
Nelle versioni in italiano dei suoi lavori, Annette O'Toole è stata doppiata da:
- Rossella Izzo in 48 ore, A Futile and Stupid Gesture, Buttiamo giù l'uomo
- Alessandra Korompay in Smallville, Virgin River, The Punisher
- Paola Del Bosco ne Il bacio della pantera
- Serena Verdirosi in Superman III
- Elda Olivieri in Prendi il mio cuore
- Mariadele Cinquegrani in Per una sola estate
- Micaela Esdra in Alfred Hitchcock presenta
- Alessandra Cassioli in Law & Order - I due volti della giustizia
- Marina Tagliaferri in Broken Vows
- Roberta Paladini in It
- Claudia Balboni in Nash Bridges
- Franca Lumachi in Lie To Me
- Angiola Baggi ne Il risolutore
- Chiara Salerno in Private Practice
- Paola Giannetti in Grey's Anatomy
- Anna Rita Pasanisi in 22.11.63
- Antonella Giannini in The Good Doctor